# Masacrul de la Sinchon
Masacrul de la Sinchon  (coreeană 신천 양민학살 사건, Hanja: 信川良民虐殺事件) este un presupus masacru comis de militarii americani în timpul Războiului din Coreea (1950-1953). Masacrul ar fi avut loc la 17 octombrie - 7 decembrie 1950, aproape de localitatea Sinchon (acum parte a Provinciei Hwanghae de Sud, Coreea de Nord). 

## Revendicarea Nord-Coreeană
Surse nord-coreene susțin că aproximativ 35.000 de persoane au fost ucise de forțele militare americane și de susținătorii lor în intervalul de 52 de zile. Această cifră a reprezentat aproximativ un sfert din populația Sinchonului în acel moment. Muzeul Sinchon al atrocităților americane în război, înființat în 1958, arată rămășițele și bunurile celor care au fost uciși în incident. În școli, nord-coreenii sunt învățați că americanii "au băgat unghiile în capetele victimelor" și "au tăiat sânii femeilor". Oficialii "copiază toate imaginile din muzeu și le afișează în școli."
Kim Jong-il a vizitat muzeul în 1998. Kim Jong-un l-a vizitat în noiembrie 2014 ca "să întărească sentimentele anti-americane pentru militarii și oamenii noștri ... și să unească puternic cei 10 milioane de soldați și oameni în lupta împotriva Statelor Unite". În iulie 2015, Kim Jong-un a vizitat din nou cu oficialul militar senior Hwang Pyong-so, dezvăluind o expansiune majoră a muzeului de masacru Sinchon.

## Reprezentarea în alte medii
- Scriitorul sud-coreean Hwang Sok-yong, pe interviuri cu un pastor creștin coreean, se referă la masacrul de la Sinchon în romanul său The Guest[7]:153